# درجه تک-ستاره

نشان درجه تک-ستاره

درجه تک-ستاره (انگلیسی: One-star rank) عنوان رتبه و درجه‌ای نظامی در اغلب ارتش‌های کشورهای جهان می‌باشد که وجه تمایز آن، نشان یک ستارهٔ برجسته می‌باشد. معمولاً اغلب دارندگان این نشان دارای رتبه‌های دریادار یا سرتیپ هستند. درجه تک-ستاره دارای کد رمز ناتو به شماره OF-6 می‌باشد.

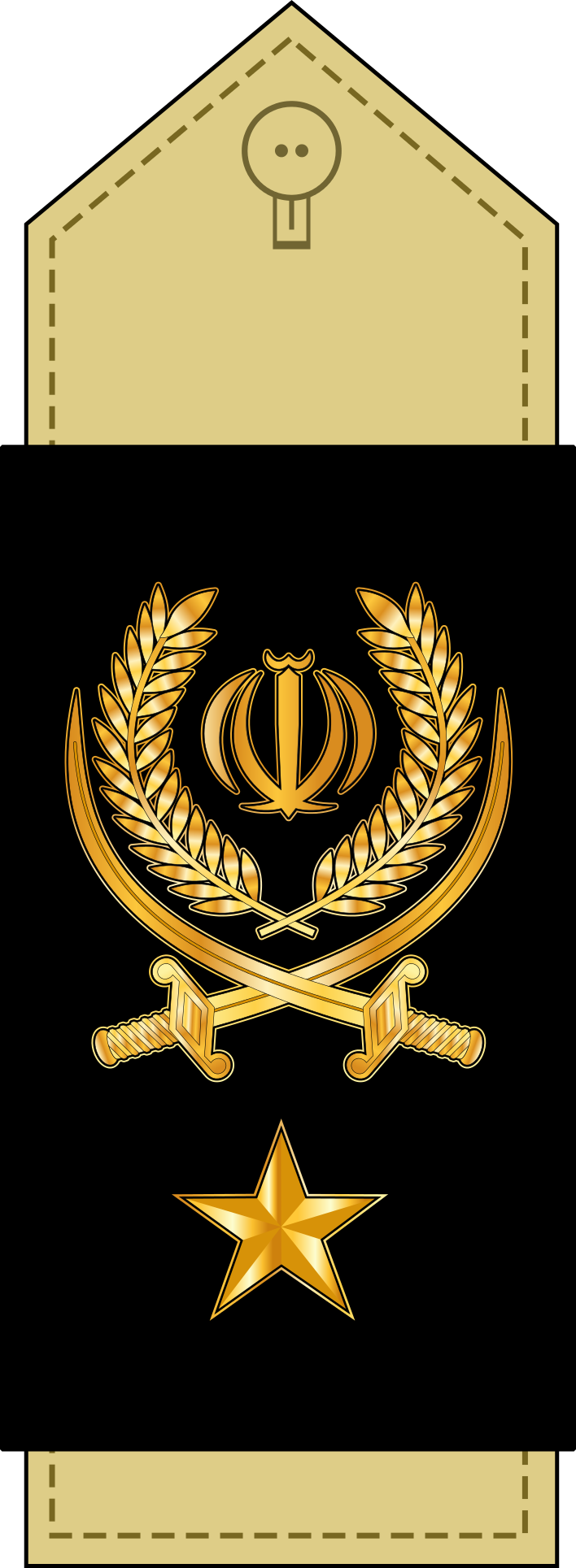
نشان درجه سرتیپ نیروی زمینی جمهوری‌اسلامی‌ایران